# Bonjour la fête !
Albums de Nicole Rieu
Zut Nicole Rieu chante Noël
Bonjour la fête !, aussi appelé Nicole Rieu chante pour les enfants lors de sa réédition en CD, est le 6e album studio de Nicole Rieu. L'album est sorti en 1983 chez Disques Corélia. Il s'agit d'un album de chansons et de comptines pour les enfants (CORÉLIA, CC-893738).

## Liste des titres
| No  | Titre                                          | Paroles         | Musique         | Durée |
| --- | ---------------------------------------------- | --------------- | --------------- | ----- |
| 1.  | Bonjour la fête !                              | Christiane Gaud | Marcel Dazin    | 3 :48 |
| 2.  | La Terre sommeille                             | Christiane Gaud | Marcel Dazin    | 2 :57 |
| 3.  | La fête des saisons                            | Christiane Gaud | Marcel Dazin    | 2 :07 |
| 4.  | Le marchand de sable                           | Christiane Gaud | Christiane Gaud | 1 :33 |
| 5.  | La coccinelle                                  | Christiane Gaud | Marcel Dazin    | 1 :39 |
| 6.  | Tout doux ma Céline                            | Christiane Gaud | Marcel Dazin    | 1 :30 |
| 7.  | Le repas des poupées                           | Christiane Gaud | Bernard Gérard  | 1 :44 |
| 8.  | C'est l'heure des mamans                       | Christiane Gaud | Nicole Rieu     | 2 :43 |
| 9.  | Grand-père, grand-mère, bonne fête aujourd'hui | Christiane Gaud | Bernard Gérard  | 3 :28 |
| 10. | Si j'avais un cerf-volant                      | Christiane Gaud | Marcel Dazin    | 1 :51 |
| 11. | Mardi-gras                                     | Christiane Gaud | Marcel Dazin    | 1 :29 |
| 12. | Dans mon ciel                                  | Christiane Gaud | Bernard Gérard  | 4 :45 |
| 13. | Pomme d'automne                                | Christiane Gaud | Nicole Rieu     | 2 :15 |
| 14. | Berceuse du point sur un i                     | Christiane Gaud | Bernard Gérard  | 1 :47 |
| 15. | Faites de beaux rêves                          | Christiane Gaud | Bernard Gérard  | 2 :33 |

## Autres informations
- Réalisation et orchestrations : Bernard Gérard
- Production : Nicole Rieu pour Disques Corélia
- Distribution : Socadisc France
- Photos : Zarember - Agence Vloo

## Particularités
- L'album est paru en 1983 en deux volumes (Prod. Sel Levain, SEL-300210-300215), puis réédité en 1993 en CD sous le titre Nicole Rieu chante pour les enfants.
- Sur les albums vinyles se retrouvent aussi les titres suivants : Julien, à quoi joues-tu ?, Ma prière ce soir, C'est la nuit, plus de bruit et Petit Guillaume sur le Volume 1, et Pique-nique, Fêtons le printemps, Je viens d'avoir un petit frère et Bon anniversaire sur le Volume 2, titres non réédités sur l'album CD.